# Quỹ Nhân đạo Gaza
Quỹ Nhân đạo Gaza (tiếng Anh: Gaza Humanitarian Foundation; viết tắt: GHF) là một tổ chức phi lợi nhuận có trụ sở tại Delaware, Hoa Kỳ, thành lập vào tháng 2 năm 2025 với mục đích được tuyên bố là hỗ trợ nhân đạo cho Dải Gaza. Tổ chức này từng được lãnh đạo bởi cựu binh Mỹ Jake Wood cho tới khi ông này từ chức vào ngày 25 tháng 5 năm 2025. Tổ chức nhận được sự tán thành, tài trợ của cả chính quyền Mỹ thời Donald Trump và chính quyền Israel. Trên trường quốc tế, Liên Hợp Quốc và các nhóm nhân đạo có uy tín đã chỉ trích việc GHF chính trị hóa hoạt động cứu tế, cáo buộc tổ chức này đang làm bình phong cho các hành vi diệt chủng của Israel đối với nhân dân Palestine tại Dải Gaza.
Cho tới ngày 27 tháng 6 năm 2025, ít nhất 613 người Palestine đã bị giết và hơn 4.200 người đã chịu phải thương tích gây ra bởi nhân viên hợp đồng của GHF, cũng như bởi các nhóm và lực lượng vũ trang của Israel, trong lúc nhận đồ cứu tế từ các địa điểm do GHF chỉ định, kể từ khi tổ chức này bắt đầu hoạt động tại khu vực Gaza.
Nhân chứng sống sót sau các vụ giết người hàng loạt tại các địa điểm phân phối viện trợ do Israel chỉ định đã miêu tả chúng như một cái bẫy tử thần thay vì là nơi cứu tế, trong khi Bác sĩ không biên giới miêu tả hành động của Israel là "giết chóc trá hình cứu trợ." Center for Constitutional Rights đã đánh tiếng cho GHF về khả năng tổ chức này sẽ bị coi là tòng phạm trong bản án về tội ác chiến tranh, tội ác chống lại loài người, và tội ác diệt chủng của Israel đối với nhân dân Palestine. Ân xá Quốc tế đã thu thập bằng chứng để chứng minh rằng mục đích của GHF là "nhằm xoa dịu lo ngại của cộng đồng quốc tế trong khi lại trở thành một công cụ khác của cuộc diệt chủng do Israel tiến hành."
Liên Hợp Quốc, cùng hơn 170 tổ chức thiện nguyện và NGO, bao gồm Save the Children và Oxfam, đã cáo buộc GHF đang thất bại trong nỗ lực tuân thủ, thậm chí vi phạm các tiêu chuẩn nhân đạo thông qua việc ép hai triệu nhân mạng Palestine tìm kiếm viện trợ tại các khu vực bó hẹp quân sự hóa, nơi thường xuyên xảy ra các vụ xả súng; thêm vào đó, họ cũng kêu gọi GHF từ bỏ kế hoạch cứu trợ tại Gaza.